# David Navarro Rebés
David Navarro Rebés es un actor de doblaje español nacido en Barcelona en la década de los 80.
De la mano del fallecido Rafael Ordóñez, empezó su carrera como actor a inicios de 2000 con el papel de Ryan Bittle en ¿Quién es tu padre? teniendo un mayor reconocimiento con la especialización en actores secundarios.
Premio Tespo 2008-2009 como mejor actor de doblaje en dibujos animados otorgado por la UAAC (Unió d'Actors i Actrius de Catalunya).

## Principales doblajes
- Voz habitual de Brent Briscoe.
- Voz de Diamantino en BEN 10.